# Kjerstin Andersen
Kjerstin Andersen (Porsgrunn, 23 de novembro de 1958) é uma ex-handebolista profissional norueguesa, medalhista olímpica.
Kjerstin Andersen fez parte da geração medalha de prata de Seul 1988.